# Списък на политическите партии в Салвадор
Салвадор е президентска република и има многопартийна система с две водещи и няколко по-малки политически партии.
| Партия                                             | Места в парламента (2012) | Идеология               |
| -------------------------------------------------- | ------------------------- | ----------------------- |
| Националистически републикански алианс             | 33                        | Консерватизъм           |
| Фронт за национално освобождение „Фарабундо Марти“ | 31                        | Демократичен социализъм |
| Широк алианс за национално единство                | 11                        | Консерватизъм           |
| Национална коалиция                                | 7                         | Консерватизъм           |
| Партия на надеждата                                | 1                         | Християндемокрация      |
| Демократична промяна                               | 1                         | Социалдемокрация        |